# 9076 Shinsaku
9076 Shinsaku (1994 JT) là một tiểu hành tinh vành đai chính được phát hiện ngày 8 tháng 5 năm 1994 bởi A. Nakamura ở Kuma Kogen.